# Brussels Beer Project
Het Brussels Beer Project is een Brussels biermerk. Het bedrijf werd in 2013 opgericht door Olivier De Brauwere en Sébastien Morvan. Het is een van de weinige brouwerijen die zowel de productie, de verkoop als de degustatie organiseren. Er is samenwerking met de Brusselse gemeenschap: zo worden bijvoorbeeld bieren gebrouwen in opdracht van de priesters van de Sint-Katelijnekerk of wordt bier gebrouwen met resten van onverkocht brood van de Brusselse Delhaizes. Het Brussels Beer Project staat voor samenwerking, vernieuwing en circulaire economie, waarmee het een urban biermerk is dat zich wil onderscheiden van de grote traditionele Belgische brouwerijen.
Maandelijkse proefbrouwsels worden in een microbrouwerij in de Antoine Dansaertstraat gebrouwen. De productiebieren worden voorlopig gebrouwen in brouwerij Anders! in Halen (Limburg) tot een eigen brouwerij in Anderlecht beschikbaar komt waar jaarlijks 35.000 hectoliter zal gebrouwen worden, een investering van 6 miljoen euro. De opening staat gepland voor einde 2021.

## Geschiedenis
- 2013: oprichting van het Brussels Beer Project, via crowdfunding[5]
- 2015: microbrouwerij Antoine Dansaertstraat[1]
- 2017: opening taproom ‘Shinjuku’ in Tokyo[6]
- 2018: opening taproom ‘Pigalle’ in Parijs[7]
- 2019: opening taproom ‘Canal’ in Parijs[8]
- 2020: begin bouw brouwerij Anderlecht, Brussel[9]

## Circulaire economie
Brussels Beer Project kiest voor een duurzame, circulaire economie. Het Babylone bier wordt gebrouwen met onverkocht vers brood van Delhaize. Van de brouwerijdraf wordt opnieuw meel gemaakt, die verkocht wordt aan particulieren of professionelen.
Het biertje Tough Cookie wordt gebrouwen van gebroken speculaaskoekjes van Maison Dandoy, een Brusselse delicatessenzaak. Dandoy gebruikt een keer per jaar de draf om opnieuw speculaas koekjes te maken.
Verder werkt het Brussels Beer Project ook samen met Bolt, een energieplatform dat consumenten koppelt aan lokale groene stroomopwekkers. De biertjes worden gebrouwen op groene stroom die het Brussels Beer Project koopt van een boerderij in Merchtem. In de toekomst wil men nog een stap verder gaan: zelf energie produceren en de overschotten van de zonnepaneleninstallatie aanbieden via Bolt. Brusselaars kunnen dan groene stroom afnemen van het Brussels Beer Project. In de nieuwe brouwerij in Anderlecht zal een biogasinstallatie energie opwekken uit vergist gerstemout.

## Locaties

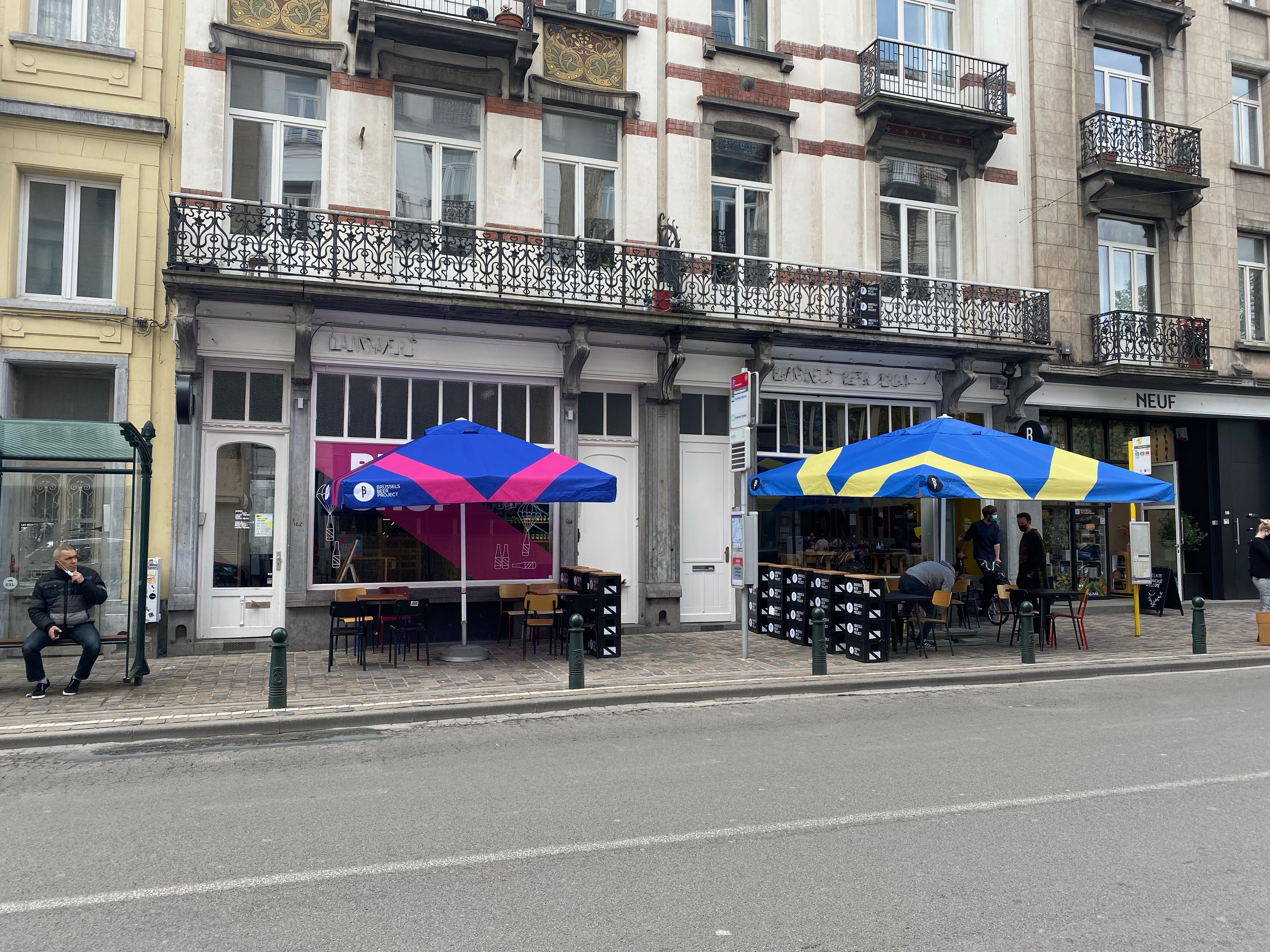
Microbrouwerij en taproom van Brussels Beer Project in de Antoine Dansaertstraat in Brussel

In een experimentele microbrouwerij in de Antoine Dansaertstraat, in het centrum van Brussel, wordt maandelijks een nieuw proefbrouwsel gebrouwen. Er is ook een taproom en een winkel waar bezoekers de bieren kunnen proeven en kopen.
Er zijn internationale projecten in Tokio met een taproom om de samenwerking met Japan te versterken, waar een opmars van craft bier bezig is, en twee taprooms in Parijs om de Parijse regio beter te bereiken.

## Bieren
De bieren het van Brussels Beer Project worden opgedeeld in drie soorten. De 'All-Stars' zijn de vaste bieren die permanent gebrouwen worden. De 'Barrel-Aged' zijn bieren die gerijpt zijn in eiken vaten. Ten slotte zijn er de 'Pop-Ups' van de microbrouwerij in de Antoine Dansaertstraat.
| All-Stars | Barrel-Aged                                                                                   |
| --- | --------------------------------------------------------------------------------------------- |
| - Delta IPA: Belgische IPA, 6.5% - Grosse Bertha: Belgische Hefeweizen, 7% - Babylone: Brood IPA, 7% - Jungle Joy: Passion & Mango Dubbel, 5.9% - Wunder Lager: Hoppige pils, 3.8% - Juice Junkie: New England IPA, 5.4% - Pico Bello: Zero New England IPA, 0.3% - Pico Nova: Zero West Coast IPA, 0.3% - Dark Sister: Belgische donkere IPA, 6.66% | - True & False: Imperial Blond Stout, 9.1% - Leviathan: Cognac Aged Belgium Barley Wine, 9.1% |